# Óscar Romero
Óscar Arnulfo Romero y Goldámez o Sant Romero d'Amèrica (Ciudad Barrios, El Salvador 15 d'agost de 1917 - San Salvador, 24 de març de 1980) fou un sacerdot salvadoreny, arquebisbe de San Salvador, assassinat per la seva defensa dels drets humans enfront de la tirania dels governs militars. És venerat com a sant per l'Església Catòlica i l'Església Anglicana; l'Església Luterana Evangèlica d'Amèrica el commemora com a màrtir.

## Vida
Als 25 anys és ordenat sacerdot diocesà, format en un seminari confiant als Missioners Claretians. El 1964, va ser nomenat bisbe de la diòcesi de Santiago de María, en el departament d'Usulután, on va estar durant tres anys. Posteriorment va ser nomenat secretari de la Conferència Episcopal d'El Salvador i el 1970 fou nomenat bisbe auxiliar de San Salvador, fins que el 23 de febrer de 1977, arriba a ser arquebisbe de San Salvador, nomenament que li donà el papa Pau VI.

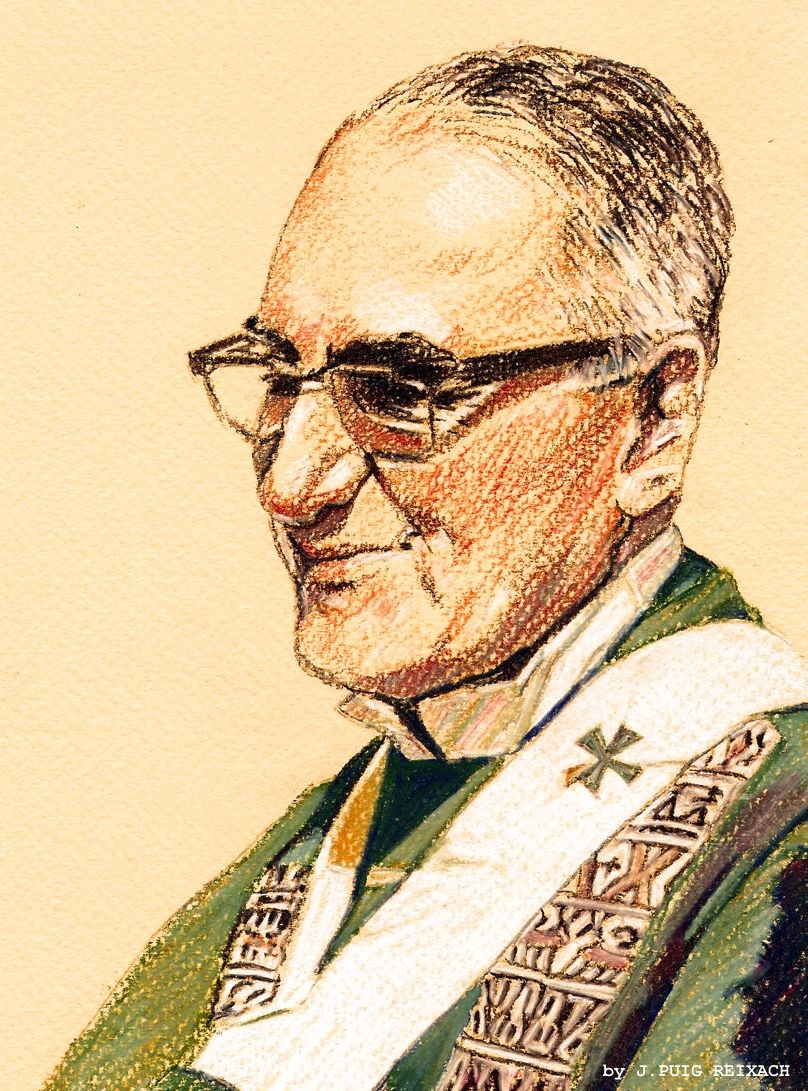
Óscar Romero [pastel sobre paper

### Denúncia
Des d'aquell moment donà testimoniatge de nombroses violacions dels drets humans. Va començar a parlar en favor dels pobres i les víctimes de la creixent repressió governamental en contra del poble salvadorenc, que va ser l'avantsala de la guerra civil durant la dècada dels 1980 i principis dels 1990. El seu constant reclam contra el sofriment dels pobres i la seva defensa de la teologia de l'alliberament li van ocasionar nombrosos conflictes, tant amb el govern salvadorenc com amb la jerarquia de l'Església Catòlica. Va ser fins i tot aïllat pel papa Joan Pau II a Roma, durant una visita de la qual va tornar desolat. Després d'això el seu reclam al govern es va fer més fort i profund, en una època en la qual la intervenció dels Estats Units en suport dels militars salvadorencs era cada cop més forta.

### Assassinat
Va ser assassinat d'un tret al cor per un franctirador dels esquadrons de la mort mentre celebrava missa en la capella de l'Hospital La Divina Providència en la colònia Miramonte de San Salvador.
Els esquadrons de la mort estaven al comandament de l'exmajor de l'exèrcit Roberto D'Aubuisson Arrieta, fundador del partit ultradretà ARENA, sent l'autor de l'atemptat el capità de l'exèrcit Alvaro Saravia, que actualment resideix protegit als Estats Units. El 1993, la Comisión de la Verdad creada pels Acords de Pau de Chapultepec va concloure determinant la culpabilitat de D'Aubuisson, Saravia, i l'ultradretà Enrique Altamirano Madriz.

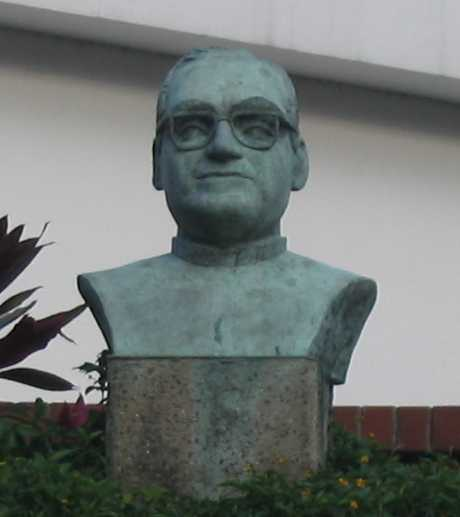
Bust d'Óscar Romero al Salvador
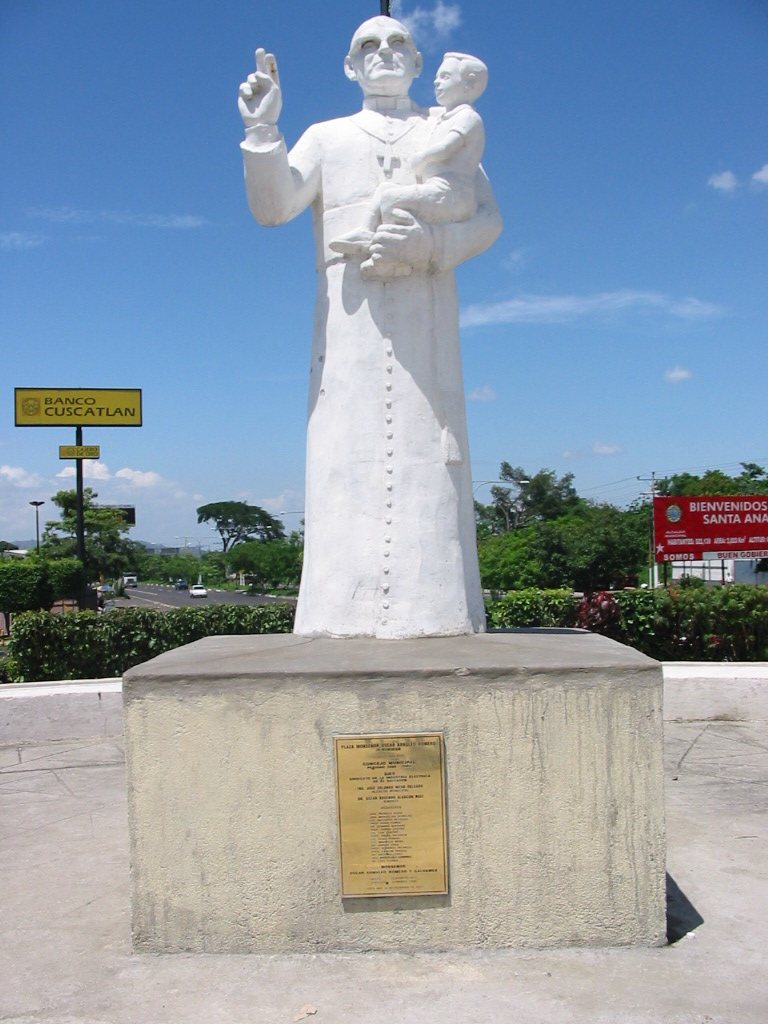
Monument a Santa Ana (El Salvador)
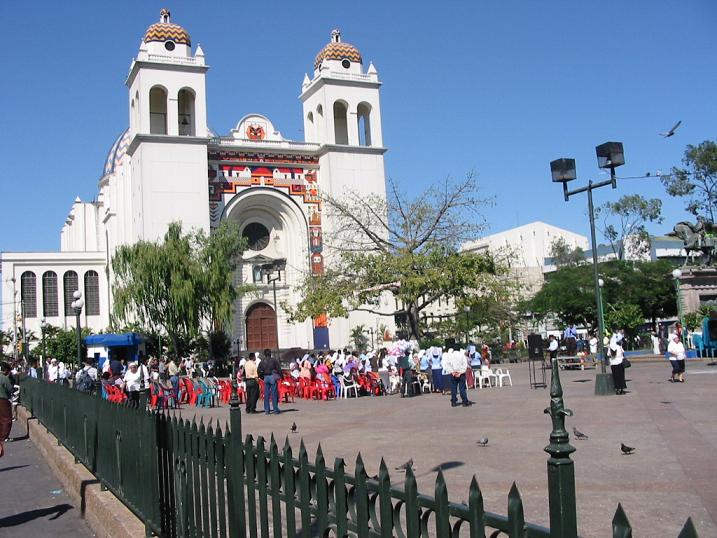
Catedral de San Salvador, lloc del seu enterrament

## Veneració

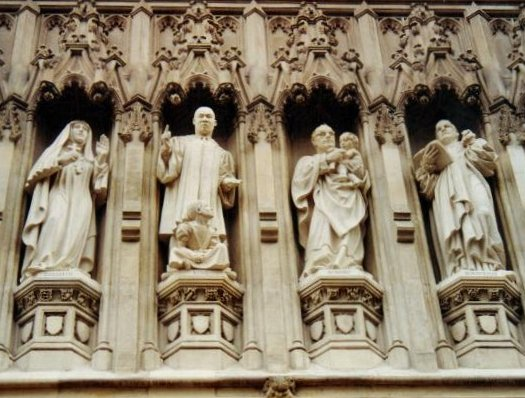
Escultura a l'abadia de Westminster, amb Elisabet de Hessen-Darmstadt, Martin Luther King, Óscar Romero i Dietrich Bonhoeffer.

El 24 de març de 1990 es donà inici a la seva causa de canonització. El 1994 es presentà formalment la sol·licitud per a la seva canonització al seu successor, Arturo Rivera y Damas. El 1997 es va obrir la causa de beatificació i Joan Pau II li atorgà el títol de Servent de Déu. El 3 de febrer de 2015 va ser reconegut com a màrtir «per odi a la fe» per part de l'Església Catòlica, en ser aprovat pel Papa Francesc el decret de martiri corresponent promulgat per la Congregació per a les Causes dels Sants. El 21 d'abril de 2013, l'arquebisbe Vincenzo Paglia, postulador de la causa de canonització de l'arquebisbe salvadoreny, anuncià que el Papa Francesc havia desbloquejat el procés de beatificació.
En molts països, Óscar Romero és considerat profeta i pastor del poble llatinoamericà, algunes comunitats el consideren, oficiosament, patró d'Amèrica i El Salvador, donant-li el nom de San Romero o San Romero d'América. Fora de l'Església catòlica, és honorat per altres denominacions cristianes, incloent l'Església Anglicana, que l'ha inclòs al seu santoral. És un dels deu màrtirs del segle xx representats a les estàtues de l'abadia de Westminster de Londres, i va ser proposat al Premi Nobel de la Pau el 1979 pel Parlament britànic. La seva memòria també es commemora al calendari luterà. En 2008, va ésser escollit com un dels quinze Campions de la Democràcia Mundial per la revista A different view.
El 23 de maig de 2015 va ser beatificat a la Plaça Salvador del Món, en una cerimònia presidida pel cardenal Angelo Amato, Prefecte de la Congregació per a les Causes dels Sants. Es tracta del primer salvadoreny elevat als altars, i el primer arquebisbe màrtir d'Amèrica.
El Papa Francesc va anunciar el 7 de març de 2018 que seria canonitzat a finals d'octubre d'aquest mateix any, juntament amb el Papa Pau VI. Finalment, el 14 d'octubre de 2018 fou canonitzat i proclamat com a sant de l'Església Catòlica.
Óscar Romero gaudeix de les següents particularitats: Es tracta del primer salvadorenc en ser elevat als altars; el primer arquebisbe màrtir d'Amèrica, el primer a ser declarat màrtir ulterior al Concili Vaticà II; el primer sant natiu d'Amèrica Central, si bé és cert el sant Pedro Betancur va realitzar tota la seva obra per la qual va ser canonitzat a la ciutat de Santiago dels Cavallers de Guatemala i, per tant, també un sant centreamericà, els seus orígens es troben a Tenerife, Espanya, a més, la santificació per part de l'Església catòlica no és la primera que ha rebut, ja que l'Església anglicana ja l'havia inclòs en el seu santoral oficial, així com l'Església luterana també ja ho havia inclòs en el seu calendari litúrgic.

## A Barcelona
Hi ha una escultura a la capella de la Mare de Déu de Montserrat de l'església de Santa Anna de Barcelona, parròquia a la qual es va fer donació d'una relíquia seva, la pàl·lia que va quedar impregnada de la seva sang. L'escultura és de fang, per representar la pobresa, i el mostra descalç i amb la palma del martiri. Es va fer en un taller d'Úbeda (Jaén), població amb la qual la parròquia està agermanada mitjançant la Hermandad de Guadalupe.